# Onze-Lieve-Vrouwkapel (Sint-Pieters-Leeuw)

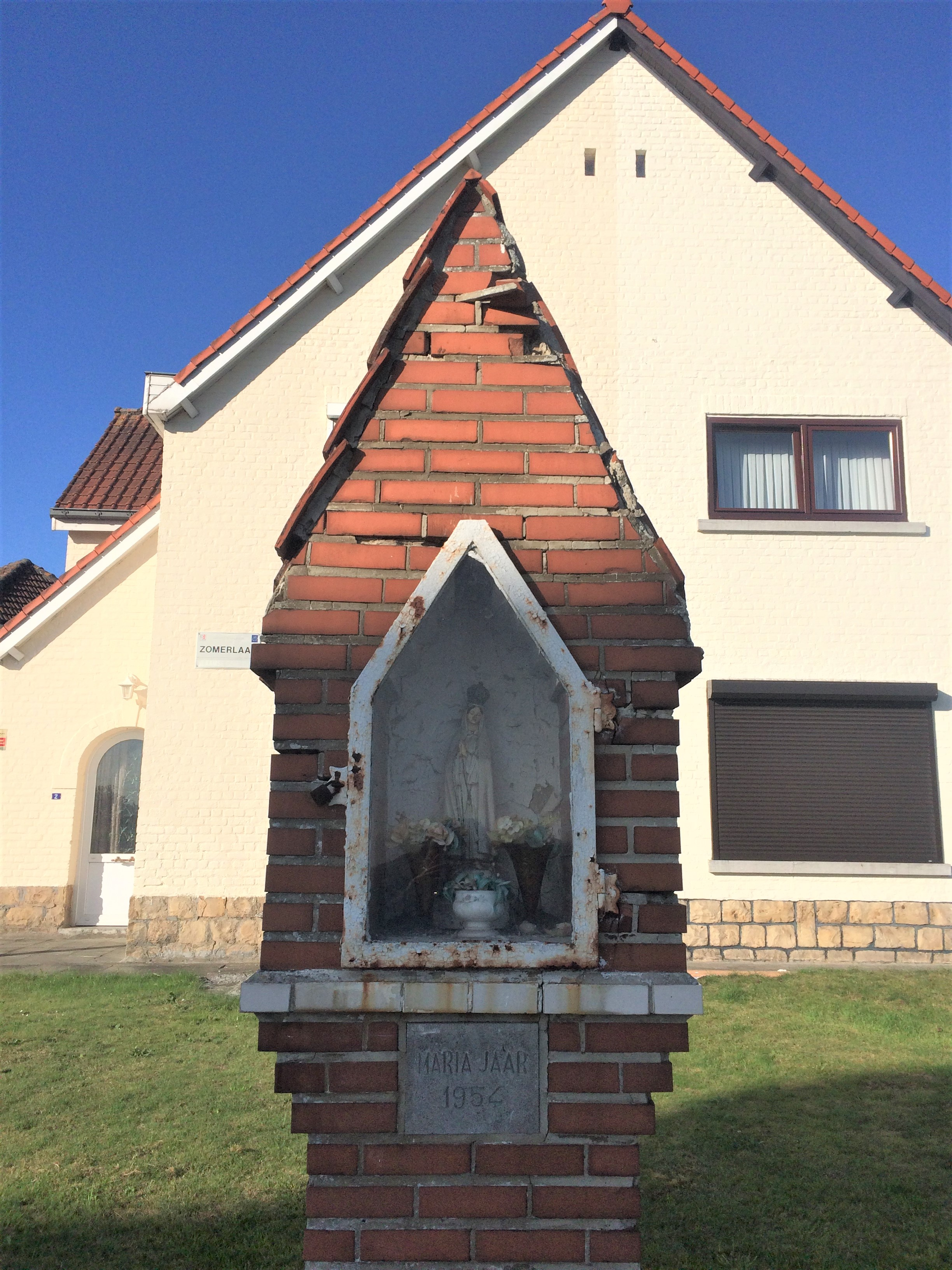
Onze Lieve Vrouwkapel Zomerlaan

De Onze Lieve Vrouwkapel in de Belgische plaats Sint-Pieters-Leeuw bevindt zich op de hoek van de E. Vandersteenenstraat en de Zomerlaan. De kapel werd gebouwd in de voortuin van de familie Antoon Vanderpooten.
In de plaats bevindt zich tevens een Onze-Lieve-Vrouw van Lourdeskapel.